# Замок Анвен
Шато Анвенг — замок в Бельгии.
Находится в Валлонии в северо-западной провинции Эно. Точная дата возведения замка неизвестна, но он был уже известен во время первого крестового похода. Замок был реконструирован в 1561 году и перестроен в 1800 году. Нынешний облик приобрел после реставрации в XIX  веке.
Замок сооружён в виде четырёхугольника в окружении угловых башен.
Замок является историческим местом, где по приказу короля Леопольда III была подписана капитуляция бельгийской армии 28 мая 1940 г.